# Leptotyphlops aethiopicus
Leptotyphlops aethiopicus là một loài rắn trong họ Leptotyphlopidae. Loài này được Broadley & Wallach mô tả khoa học đầu tiên năm 2007.